# Translucidus

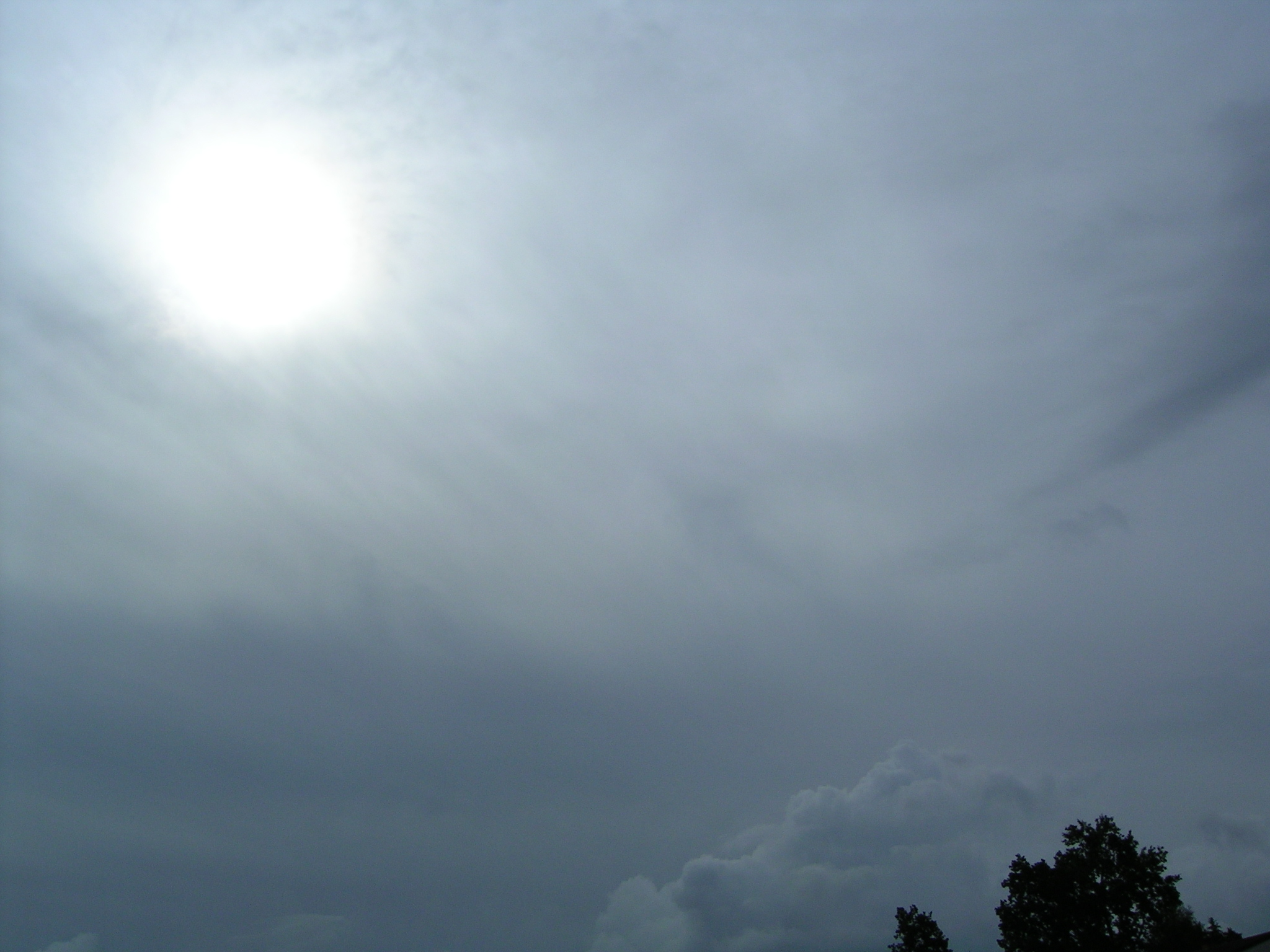
Altostratus translucidus

In meteorologia, la dizione di translucidus (tr), (dall'analoga parola in latino, con il significato di "traslucido, trasparente"), è una delle varietà (caratteristica accessoria) possibili per le tipologie di nubi che si presentano in grandi banchi o in strati e indica la situazione in cui lo spessore delle coltri nuvolose è sufficientemente sottile da lasciar intravedere il sole o la luna.
Tale fenomenologia è riscontrabile principalmente con le nubi del genere altocumulus, altostratus, stratocumulus e stratus. Le varietà translucidus e opacus si escludono a vicenda in quanto la seconda indica che lo strato è abbastanza denso da risultare opaco al passaggio della luce.

## Descrizione
I differenti generi di nubi che ammettono la varietà translucidus sono :
- Stratus translucidus (St tr) ;
- Stratocumulus translucidus (Sc tr) ;
- Altostratus translucidus (As tr) ;
- Altocumulus translucidus (Ac tr).

## Galleria d'immagini

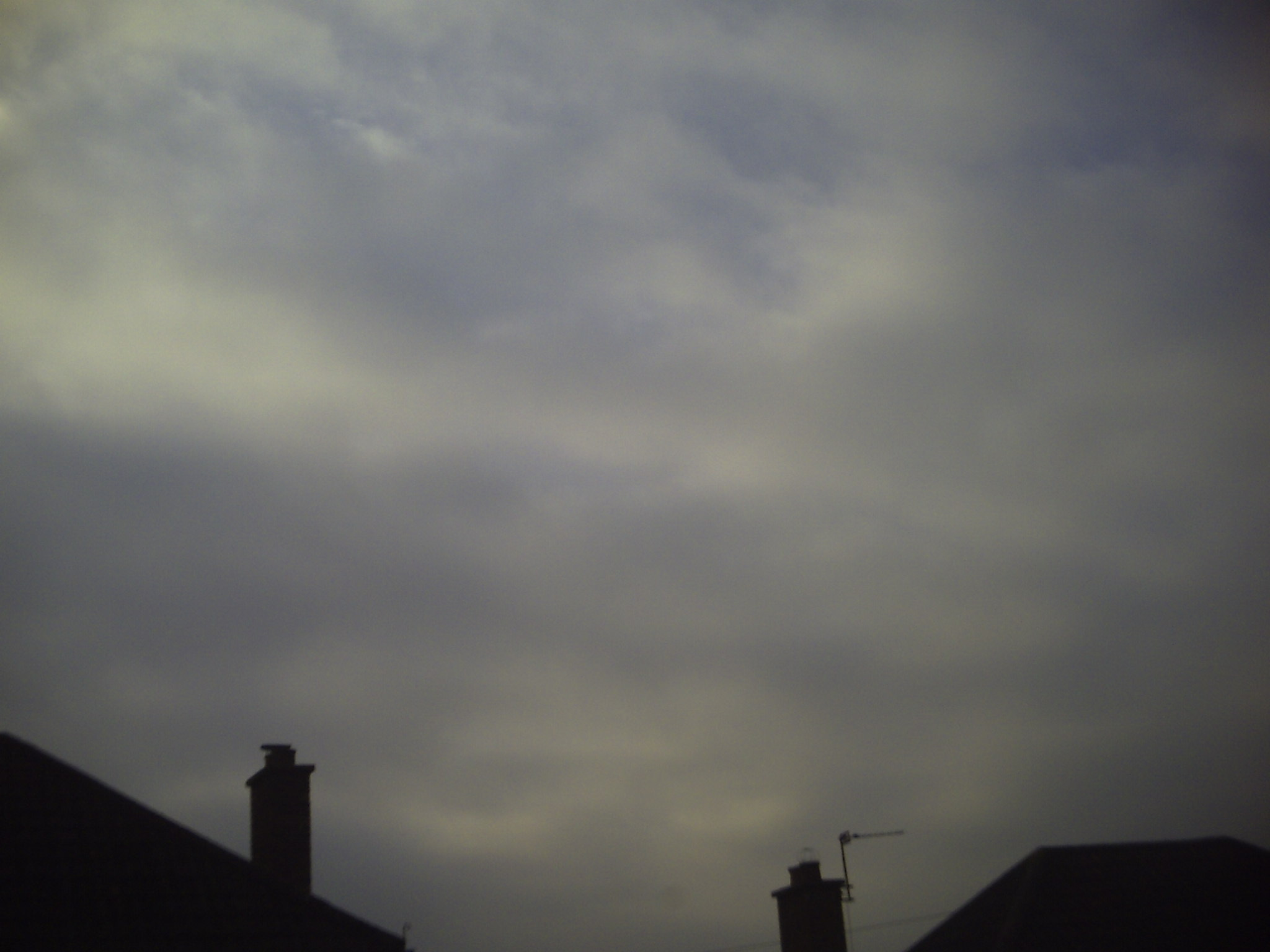
Stratocumulus translucidus
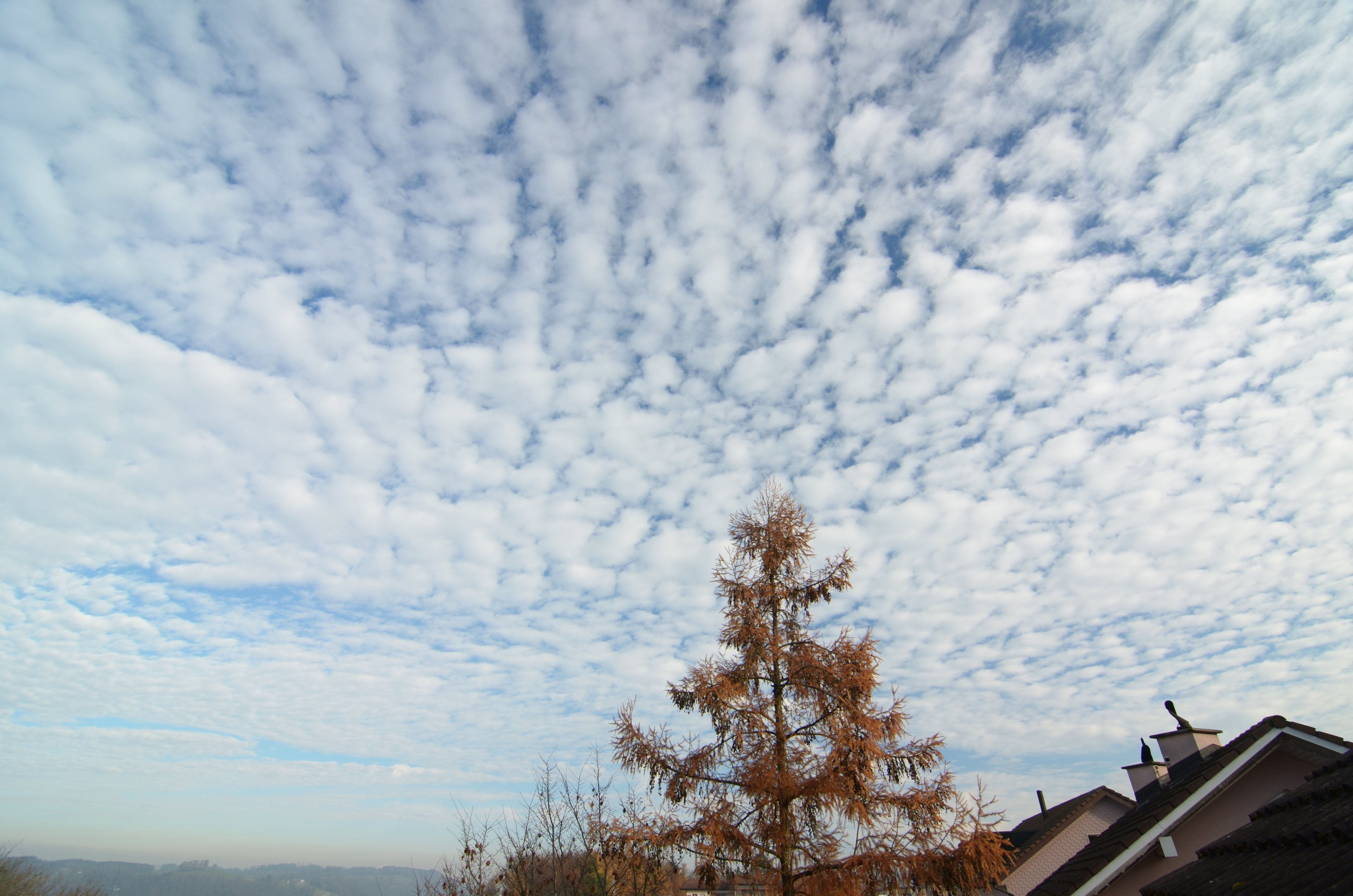
Altocumulus translucidus : questa varietà si presenta spesso anche in congiunzione con le specie Altocumulus stratiformis e Altocumulus lenticularis.
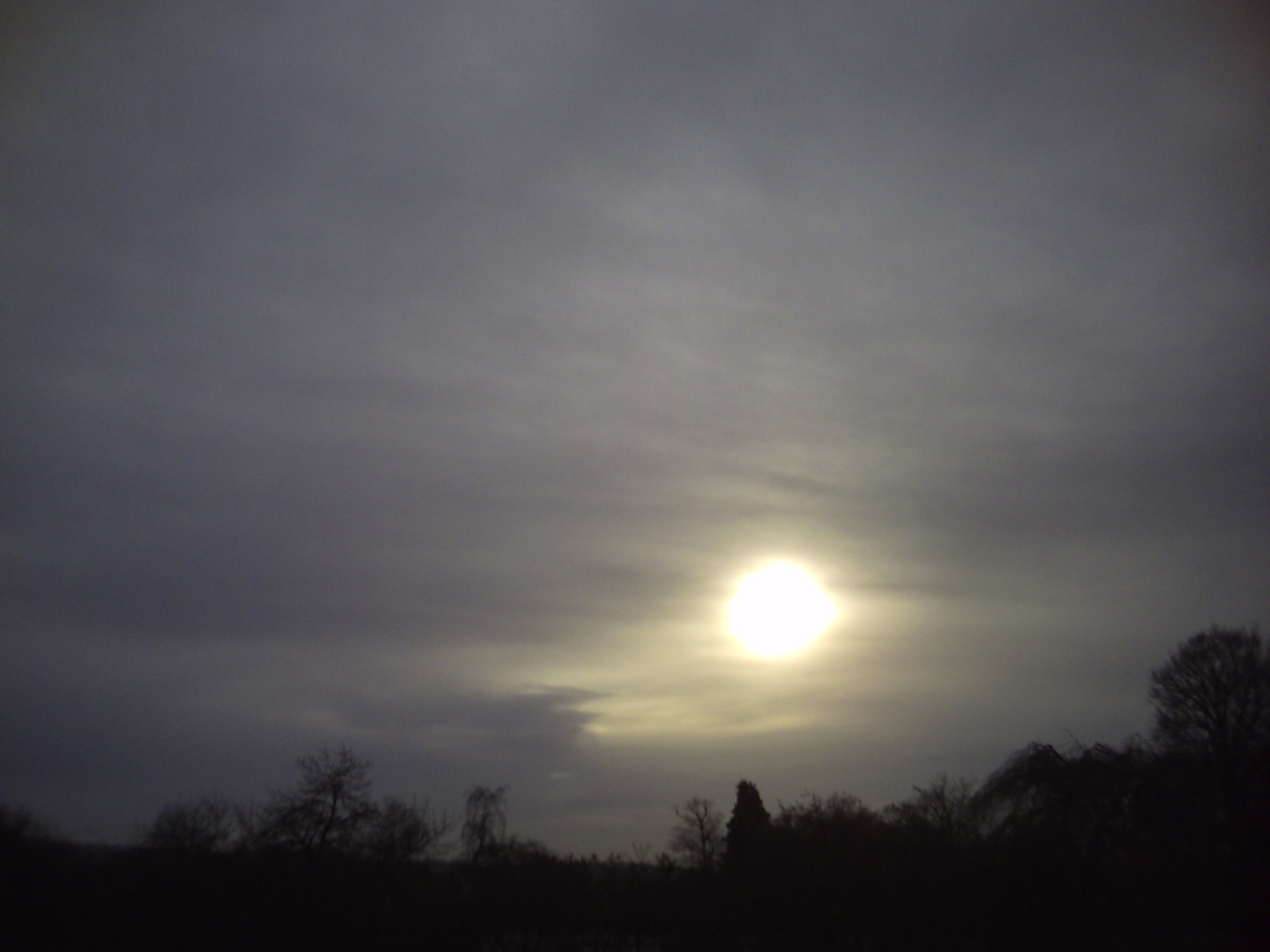
Altostratus translucidus